# Quando si comprende
Quando si comprende è una novella di Luigi Pirandello pubblicata per la prima volta nel 1918 nella raccolta Un cavallo nella luna (Treves, Milano), poi in Donna Mimma (Bemporad, Firenze 1925) e infine inserita, ancora nel 1925, nel secondo volume della raccolta Novelle per un anno.

## Trama
L'azione si svolge nello scompartimento di un vagone ferroviario, in cui si riflettono il dolore e le angosce di tutto un paese allo scoppio della prima guerra mondiale. Tra i viaggiatori vi è in particolare una donna che appare abbandonata nel più totale cordoglio per l'imminente e inaspettata partenza per il fronte del suo unico figlio. Tuttavia la signora non è la sola a dover sopportare una tale sofferenza, giacché tutti i suoi compagni di viaggio hanno figli e nipoti da tempo partiti per la guerra.
Tra questi c'è poi un uomo che ha già perso il proprio figlio in tal modo, ma lungi dall'apparire afflitto, si mostra al contrario quasi esaltato per il sacrificio supremo offerto alla patria, nella convinzione che i figli vengano fatti per essa, nei confronti della quale devono nutrire un affetto e una devozione più grandi di quanto dovuto ai genitori. Il vecchio padre ritiene perciò che, venuto il momento, sia necessario mandare qualcuno a difendere il proprio Paese, anche con il rischio che muoia, eventualità che a suo dire non deve essere fonte di dolore, ma di contentezza, in quanto sarà stata comunque una vita ben spesa.
Tuttavia questa razionale serenità è, in realtà, una delle tante "maschere" pirandelliane indossata per proteggere se stesso da un dolore sconvolgente e troppo grande da sopportare, che è stato poco alla volta rimosso, celandolo dietro a un apparente buon senso. Quest'uomo, al contrario di quanto potesse inizialmente sembrare, è molto più vicino alla sofferenza della madre, che non tutti gli altri viaggiatori lì presenti. Sarà, infatti, proprio un'incongruente domanda della donna a rendere palese lo strazio di quel padre, fino a quel momento taciuto. Davanti a un insensato “ma dunque… dunque suo figlio è morto?”, l'uomo sembra comprendere per la prima volta di aver perso suo figlio e prorompe così in un pianto disperato, manifestando tutto il suo dolore fino ad allora represso. «Pronunciare la parola 'morto' è l'atto trasgressivo che restituisce sostanza vera, sostanza di perdita, di dolore, di scialo, al destino di chi a vent'anni ha perduto la vita, e che fa crollare tutte le finzioni difensive dell'uomo, costringendolo a riconoscere la sua sciagura e a far esperienza del 'lutto'» .